# Noorwegen op de Paralympische Winterspelen 2014
Noorwegen was een van de landen die deelnam aan de Paralympische Winterspelen 2014 in Sotsji, Rusland.

## Medailleoverzicht
| Sport      | Paralympiër        | Onderdeel                     | Medaille |
| ---------- | ------------------ | ----------------------------- | -------- |
| Langlaufen | Mariann Marthinsen | 1 km sprint, zittend (v)      | Goud     |
|            |                    |                               |          |
| Biatlon    | Nils-Erik Ulset    | 12.5 km, staand (m)           | Zilver   |
| Biatlon    | Nils-Erik Ulset    | 15 km, staand (m)             | Zilver   |
|            |                    |                               |          |
| Langlaufen | Team               | 4 x 2.5 km, estafette gemengd | Brons    |

## Deelnemers en resultaten
(m) = mannen, (v) = vrouwen 

### Alpineskiën
| Paralympiër     | Onderdeel                    | Resultaat | Prestatie      |
| --------------- | ---------------------------- | --------- | -------------- |
| Mads Andreassen | Slalom, staand (m)           | 24e       | 2:03,89        |
| Mads Andreassen | Reuzenslalom, staand (m)     | 21e       | 2:48.92        |
| Thomas Jacobsen | Super G, zittend (m)         | DNF       | Niet gefinisht |
| Thomas Jacobsen | Slalom, zittend (m)          | 15e       | 2:30.21        |
| Thomas Jacobsen | Supercombinatie, zittend (m) | 9e        | 2:48.09        |
| Thomas Jacobsen | Reuzenslalom, zittend (m)    | DNS       | Niet gestart   |

### Biatlon
| Paralympiër           | Onderdeel            | Resultaat | Prestatie |
| --------------------- | -------------------- | --------- | --------- |
| Trygve Steinar Larsen | 7.5 km, zittend (m)  | 8e        | 23:00.2   |
| Trygve Steinar Larsen | 12.5 km, zittend (m) | 17e       | 41:18.1   |
| Trygve Steinar Larsen | 15 km, zittend (m)   | 9e        | 46:58.6   |
| Nils-Erik Ulset       | 7.5 km, staand (m)   | 6e        | 19:28.3   |
| Nils-Erik Ulset       | 12.5 km, staand (m)  | Zilver    | 30:24.6   |
| Nils-Erik Ulset       | 15 km, staand (m)    | Zilver    | 37:44.2   |

### Langlaufen
| Paralympiër                                                                 | Onderdeel                        | Resultaat | Prestatie      |
| --------------------------------------------------------------------------- | -------------------------------- | --------- | -------------- |
| Eirik Bye Gids: Kristian Myhre Hellerud                                     | 1 km sprint, visueel beperkt (m) | 11e       | Kwalificatie   |
| Eirik Bye Gids: Kristian Myhre Hellerud                                     | 10 km, visueel beperkt (m)       | 14e       | 28:15.1        |
| Eirik Bye Gids: Kristian Myhre Hellerud                                     | 20 km, visueel beperkt (m)       | 8e        | 59:21.5        |
| Trygve Steinar Larsen                                                       | 1 km sprint, zittend (m)         | 12e       | Halve finale   |
| Trygve Steinar Larsen                                                       | 10 km, zittend (m)               | DNS       | Niet gestart   |
| Hakon Olsrud                                                                | 1 km sprint, staand (m)          | 15e       | Kwalificatie   |
| Hakon Olsrud                                                                | 10 km, staand (m)                | 18e       | 26:22.7        |
| Nils-Erik Ulset                                                             | 10 km, staand (m)                | 6e        | 24:37.0        |
|                                                                             |                                  |           |                |
| Marie Karlsen                                                               | 5 km, staand (v)                 | 17e       | 20:16.9        |
| Marie Karlsen                                                               | 15 km, staand (v)                | 7e        | 55:57.0        |
| Mariann Marthinsen                                                          | 1 km sprint, zittend (v)         | Goud      | Finale         |
| Mariann Marthinsen                                                          | 5 km, zittend (v)                | 15e       | 18:39.0        |
| Mariann Marthinsen                                                          | 12 km, zittend (v)               | 4e        | 40:00.8        |
| Anne Karen Olsen                                                            | 1 km sprint, staand (v)          | 11e       | Halve finale   |
| Anne Karen Olsen                                                            | 5 km, staand (v)                 | 13e       | 15:46.5        |
| Anne Karen Olsen                                                            | 15 km, staand (v)                | DNF       | Niet gefinisht |
| Birgit Skarstein                                                            | 1 km sprint, zittend (v)         | 8e        | Halve finale   |
| Birgit Skarstein                                                            | 5 km, zittend (v)                | 12e       | 18:02.6        |
| Birgit Skarstein                                                            | 12 km, zittend (v)               | 12e       | 43:35.8        |
|                                                                             |                                  |           |                |
| Nils-Erik Ulset Mariann Marthinsen Eirik Bye Gids: Kristian Myhre Hellerund | 4 x 2.5 km, estafette gemengd    | Brons     | 27:53.6        |

### Rolstoelcurling
| Paralympiër                                                                   | Onderdeel     | Resultaat | Prestatie |
| ----------------------------------------------------------------------------- | ------------- | --------- | --- |
| Sissel Loechen Rune Lorentsen Terje Rafdal Anne Mette Samdal Jostein Stordahl | Team, gemengd | 8e        | Groepsfase: (8e) KOR - NOR: 0 - 10 NOR - CHN: 3 - 7 USA - NOR: 8 - 5 FIN - NOR: 6 - 8 CAN - NOR: 6 - 8 NOR - GBR: 3 - 7 NOR - SVK: 4 - 11 NOR - RUS: 5 - 6 SWE - NOR: 11 - 1 |

### Sledgehockey
| Paralympiër | Onderdeel     | Resultaat | Prestatie |
| --- | ------------- | --------- | --- |
| Ole Bjarte Austevoll Audun Bakke Magnus Bogle Kristian Buen Eskil Hagen Kjell Christian Hamar Martin Hamre Jan Roger Klakegg Emil Kirstistuen Knut Andre Nordstoga Rolf Einar Pedersen Tor Joakim Rivera Loyd-Remi Pallander Solberg Emil Sorheim Stig Tore Svee Morten Vaernes | Team, gemengd | 4e        | Groep A: (2e) CZE - NOR: 2 - 1 CAN - NOR: 4 - 0 NOR - SWE: 2 - 0 Halve finale: RUS - NOR: 4 - 0 Bronzen finale: CAN - NOR: 3 - 0 |